# Мардела-Спрінгс (Меріленд)
Мардела-Спрінгс (англ. Mardela Springs) — місто (англ. town) в США, в окрузі Вікоміко штату Меріленд. Населення — 357 осіб (2020).

## Географія
Мардела-Спрінгс розташована за координатами 38°27′27″ пн. ш. 75°45′20″ зх. д. / 38.45750° пн. ш. 75.75556° зх. д. (38.457475, -75.755445).  За даними Бюро перепису населення США в 2010 році місто мало площу 1,03 км², з яких 1,02 км² — суходіл та 0,01 км² — водойми.

## Демографія
Згідно з переписом 2010 року, у місті мешкало 347 осіб у 134 домогосподарствах у складі 97 родин. Густота населення становила 336 осіб/км².  Було 160 помешкань (155/км²).
Расовий склад населення:
| - 88,2 % — білих - 6,9 % — чорних або афроамериканців - 0,6 % — вихідців з тихоокеанських островів - 0,6 % — азіатів |

До двох чи більше рас належало 3,2 %. Частка іспаномовних становила 2,3 % від усіх жителів.
За віковим діапазоном населення розподілялося таким чином: 27,1 % — особи молодші 18 років, 59,9 % — особи у віці 18—64 років, 13,0 % — особи у віці 65 років та старші. Медіана віку мешканця становила 37,9 року. На 100 осіб жіночої статі у місті припадало 102,9 чоловіків;  на 100 жінок у віці від 18 років та старших — 93,1 чоловіків також старших 18 років.
Середній дохід на одне домашнє господарство  становив 67 997 доларів США (медіана — 54 821), а середній дохід на одну сім'ю — 71 980 доларів (медіана — 66 250). За межею бідності перебувало 8,4 % осіб, у тому числі 13,7 % дітей у віці до 18 років та 2,4 % осіб у віці 65 років та старших.
Цивільне працевлаштоване населення становило 159 осіб. Основні галузі зайнятості: освіта, охорона здоров'я та соціальна допомога — 28,9 %, роздрібна торгівля — 23,3 %, мистецтво, розваги та відпочинок — 7,5 %, будівництво — 7,5 %.